# Joos Vijd

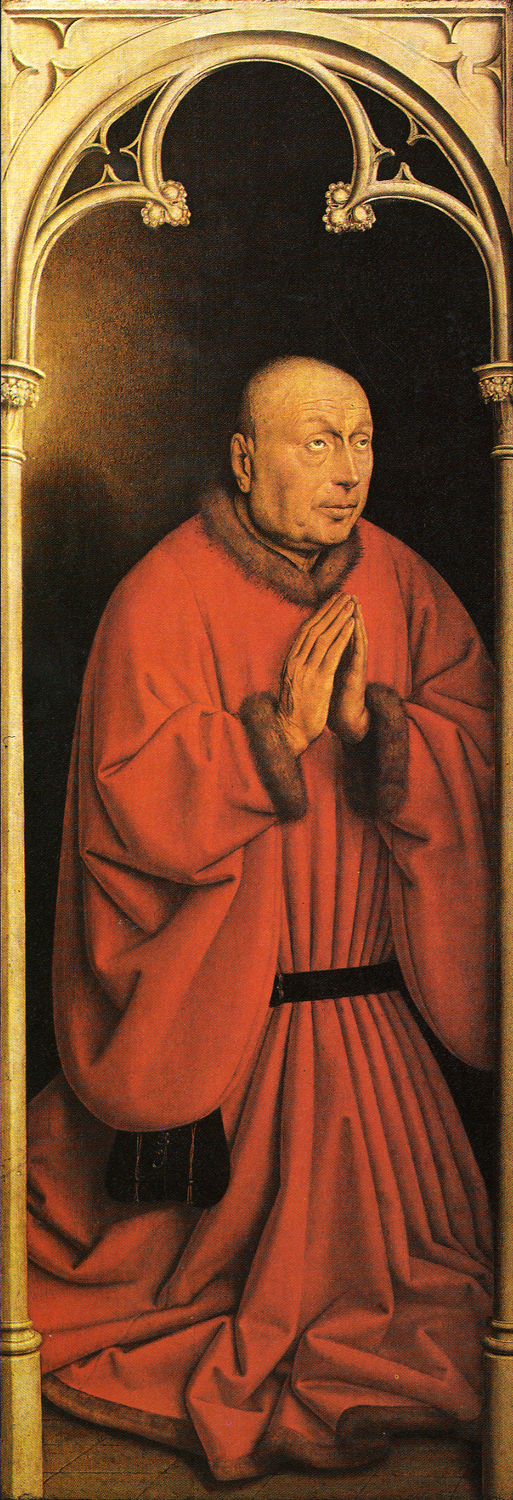
Joos Vijd, afgebeeld op een van de panelen van het Lam Gods altaarstuk

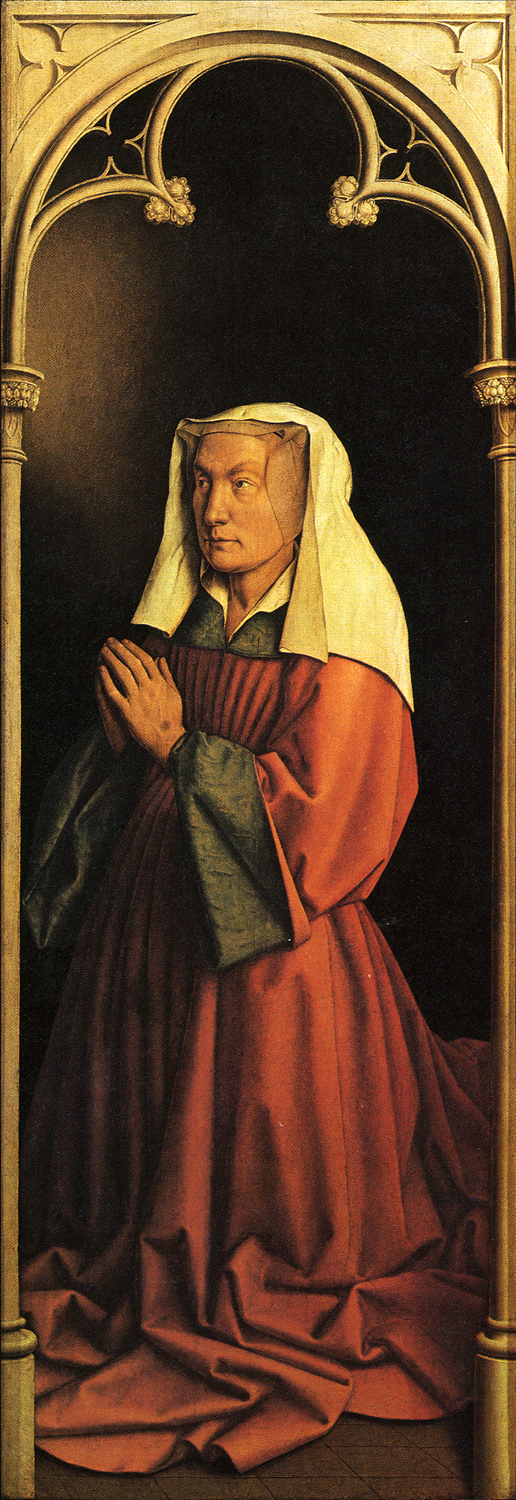
zijn vrouw Elisabeth Borluut

Joos (ook: Joes, Judocus, Joost) Vijd (Land van Beveren, ca. 1360 - Gent, 1439) was een Vlaams edelman, heer van onder meer Pamel en Ledeberg. Hij gaf opdracht tot het schilderen van het altaarstuk Het Lam Gods, waarop hij zelf ook is afgebeeld. De Vijdkapel en het Lam Gods zijn wellicht bedoeld als monumentaal sluitstuk van de geschiedenis van de adellijke familie Vijd, hoe kort die ook was.

## Leven
Vijd was de derde zoon van Clais Vijd en Amelberga van der Elst en werd geboren in de waterburcht van Singelberg. Zijn vader was er burchtvoogd en baljuw en moermeester van Beveren maar werd in 1390 uit deze functies ontheven door Filips de Stoute na een onderzoek naar fraude en zelfverrijking. Het familiefortuin kent haar oorsprong in rente op gronden, turfwinning en bedijkingsaanbestedingen in het Waasland. Rond 1392 trouwde Joos met de Gentse patriciërsdochter Lysbette Borluut (ook zij is afgebeeld op een van de panelen van het Lam Gods). Het echtpaar bewoonde een Gentse stadswoning, gekend als het Vijdsteen, in de huidige Gouvernementstraat en bleef kinderloos. Via zijn zus Mabilie was Joos Vijd de schoonbroer van Govaert Raes.
Hoewel niet geridderd, mat Vijd zich een quasi-adellijke status aan door in het Land van Beveren o.a. het kasteel Ten Walle te verwerven en alle gronden die erbij hoorden. In 1397 verhuisde hij in Gent naar een prestigieuze stadswoning door de refuge van de Duinenabdij te huren. Door zijn huwelijk was Vijd opgenomen in de Gentse poorterij en werd hij vanaf 1395-1396 verschillende keren schepen. Bij het overlijden van zijn broer Christoffel rond 1417 erfde hij de heerlijkheid Pamel-Ledeberg, die zijn vader had aangekocht van de Brusselse ridder Everard Boote. Vanaf dan ging Joos Vijd zich profileren als een volwaardig edelman. Joos' bastaardneef Jan Vijd bewoonde het nabijgelegen goed Shaeckx, het latere Hof ter Saksen. In 1433-1434 was hij voorschepen van de Keure, een post die vergelijkbaar is met het burgemeesterschap. Vijd was ook een vertrouwensman van Filips de Goede.
Vijd was nauw betrokken bij de Sint-Janskerk (later Sint-Baafskathedraal genoemd): hij was er kerkmeester en gaf geld voor de bouw van een travee en een kranskapel. Voor een vermogend man als Vijd was het niet vreemd dat hij in de kerk een eigen kapel liet bouwen, al maakte hij voor de operatie wel heel veel goederen te gelde. De grootsheid van de onderneming valt wellicht te verklaren doordat het echtpaar kinderloos was. Vijd moet geweten hebben dat de vruchtbare leeftijd van zijn vrouw voorbij was en enigszins gekweld zijn geweest door het besef dat de recent geadelde familie met hem zou uitsterven. Na het voltooien van de kapel gaf hij rond 1424 opdracht aan de Maaslandse schilder Hubert van Eyck een altaarstuk te schilderen, dat nu bekendstaat als Het Lam Gods. Met de dood van Hubert in 1426 kwam het werk aan het altaarstuk stil te liggen. Zijn broer Jan zou het tussen 1430 en 1432 afmaken, waarna het in de kapel werd geplaatst. Drie jaar later richtten Joos Vijd en Lysabette Borluut een stichting (fundatie) op, die hun zielenheil moest verzekeren door dagelijks een mis te doen opgedragen in de Vijdkapel. Om te zorgen dat er ook na hun dood geld zou zijn voor de missen, schonken ze een stuk land aan de Sint-Janskerk.
Na de dood van Joos Vijd in 1439 kwam Ten Walle toe aan zijn neef Joos Triest, terwijl een andere verwant Jan Vilain Pamel en Ledeberg erfde. In een testamentaire beschikking uit 1414 hadden Vijd en zijn vrouw ook voorzien in de stichting van een godshuis in Beveren waar reizende priesters, klerken en pelgrims konden overnachten. In uitvoering daarvan werd in 1445 een trinitariërklooster opgericht, dat in 1461 overging naar de wilhelmieten.
Waarschijnlijk is Vijd net als zijn vader Clais begraven in het kartuizersklooster Koningsdal in Rooigem. In de Gentse Vijdkapel is enkel zijn wapenschild te zien op de sluitsteen (en vroeger ook in de brandglasramen). Het Lam Gods is om veiligheidsredenen vervangen door een kopie. Het origineel werd in 1986 in een kogelvrije zwaarbeveiligde glazen kooi in de De Villakapel opgesteld. In 2021 is het Lam Gods na een grootschalige restauratie naar de Sacramentskapel verhuisd.

## Nagedachtenis
In 2019 publiceerde auteur Jonas Bruyneel de historische roman Vijd over Joos Vijd en zijn familie. In het kader van het cultureel en toeristisch erfgoedproject VijdAWA wordt in Joos' geboortedorp Beveren van 2020 tot 2021 een feestelijk herdenkingsjaar ter ere van Vijd georganiseerd. Aan de hand van diverse publieksactiviteiten zoals multimediale wandel- en fietsroutes, artisanale middeleeuwse gastronomie en een tentoonstelling wordt de historische betekenis van Vijd voor Beveren uitvoerig in de kijker gezet. De tentoonstelling ‘Joos. De (on)eindigheid van Vijd’ in Erfgoedhuis Hof ter Welle loopt van 1 juli 2020 tot 28 november 2021 en is ook verwerkt tot een virtuele tentoonstelling.  Omdat er in het kasteel Cortewalle geen tastbare relicten van zijn roemruchte eigenaar en bewoner meer aanwezig zijn, werd door kunstenaar Stefaan van Biesen op een smalle muur nabij de inkomhal van het kasteel als symbolisch kunstwerk een heraldisch geïnspireerde stamboom afgebeeld.Joos Vijd en zijn familie gaven ook vorm aan belangrijke personages in het 351ste Suske en Wiske album De verloren Van Eyck dat in 2020 door Studio Vandersteen werd gepubliceerd als eerbetoon aan Het Lam Gods van Jan Van Eyck. 